# Clemens Neufeld
Clemens Neufeld (* 1970 in Österreich) ist seit 1987 DJ und Produzent im Bereich Electronica, Techno, House und Filmmusik.

## Leben und Wirken
Er ist Gründer und Besitzer der Labels Fön und Giant Wheel, wo Produktionen von Künstlern wie Thomas Schumacher, John Dahlbäck, Oliver Huntemann und Matthias Tanzmann erschienen sind.
1991 eröffnete er mit "Space Jungle" in der Wiener Diskothek U4 die erste wöchentlich Veranstaltungsreihe für House und Techno in Österreich.
Mit Tim Taylor bildet Neufeld das Musikprojekt DJ One Finger. Der Track Housefucker erschien als Musikvideo und gelangte in die Charts.